# Terre di Pedemonte
Terre di Pedemonte è un comune e una regione geografica svizzera di 2 608 abitanti del Canton Ticino, nel distretto di Locarno.

## Geografia fisica
Le Terre di Pedemonte si trovano a ovest di Locarno e occupano la porzione di territorio che si situa tra l'inizio della valle Maggia a Ponte Brolla a est e la dirmazione tra la valle Onsernone e Centovalli a ovest. Sono bagnate dal fiume Melezza, affluente del fiume Maggia.

## Storia
Il comune di Terre di Pedemonte è stato istituito il 5 giugno 2012 con la fusione dei comuni soppressi di Cavigliano, Tegna e Verscio; sede comunale è Tegna. La fusione è stata approvata dal Gran Consiglio ticinese il 10 agosto 2012. Già il 22 settembre 2002 si erano tenute votazioni consultive per il progetto di aggregazione in nuovo comune, che avrebbe avuto il nome di "Pedemonte", ma l'aggregazione fu bocciata a causa della votazione negativa della popolazione di Tegna. Il 25 settembre 2011 una seconda votazione consultiva approvò invece l'aggregazione e il nuovo comune avrebbe avuto il nome di "Tre Terre", anche se Il Gran Consiglio in seguito attribuì al comune il nome di "Terre di Pedemonte". La fusione sopra descritta entrò in vigore il 14 aprile 2013 con le elezioni comunali.

### Simboli
La blasonatura dello stemma è d'argento «[a]lla croce di rosso, accompagnata nel primo cantone da una fascia arcata d'azzurro, posto in fascia, e nel secondo cantone da un grappolo d'uva d'azzurro, fogliato di verde»; lo stemma è stato adottato dal consiglio comunale, privilegiando «una scelta di continuità rispetto al passato», il 15 giugno 2015.

## Monumenti e luoghi d'interesse

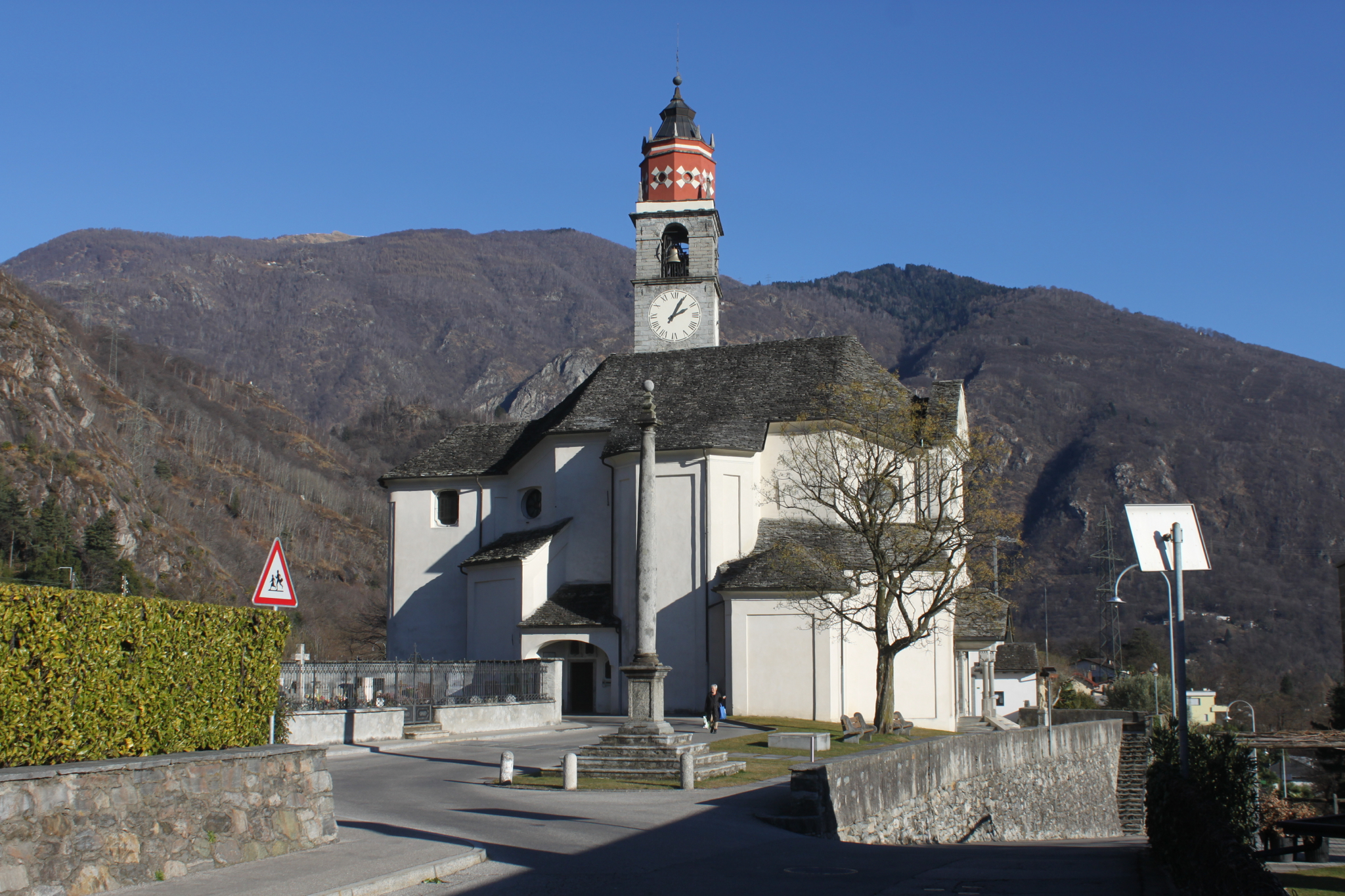
La chiesa parrocchiale di San Fedele a Verscio

- Chiesa parrocchiale di San Michele in località Cavigliano, del XVI secolo[6];
- Chiesa parrocchiale di Santa Maria Assunta in località Tegna, attestata dal XIV secolo[7];
- Chiesa parrocchiale di San Fedele in località Verscio, del 1214[8];
- Oratorio della Madonna delle Scalate o di Sant'Anna in località Tegna, del XVII secolo[7] (1626[senza fonte]);
- Castello di Tegna, di epoca preromanica, con avanzi di mura di cinta e costruzioni forse dell'età del ferro[7][9];
- Casa Cavalli in località Verscio, palazzo signorile del XIII secolo[senza fonte];
- Casa Leoni in località Verscio, complesso architettonico della seconda metà del XVII secolo[senza fonte];
- Antico torchio comunale in località Cavigliano, del 1609[senza fonte].

## Infrastrutture e trasporti

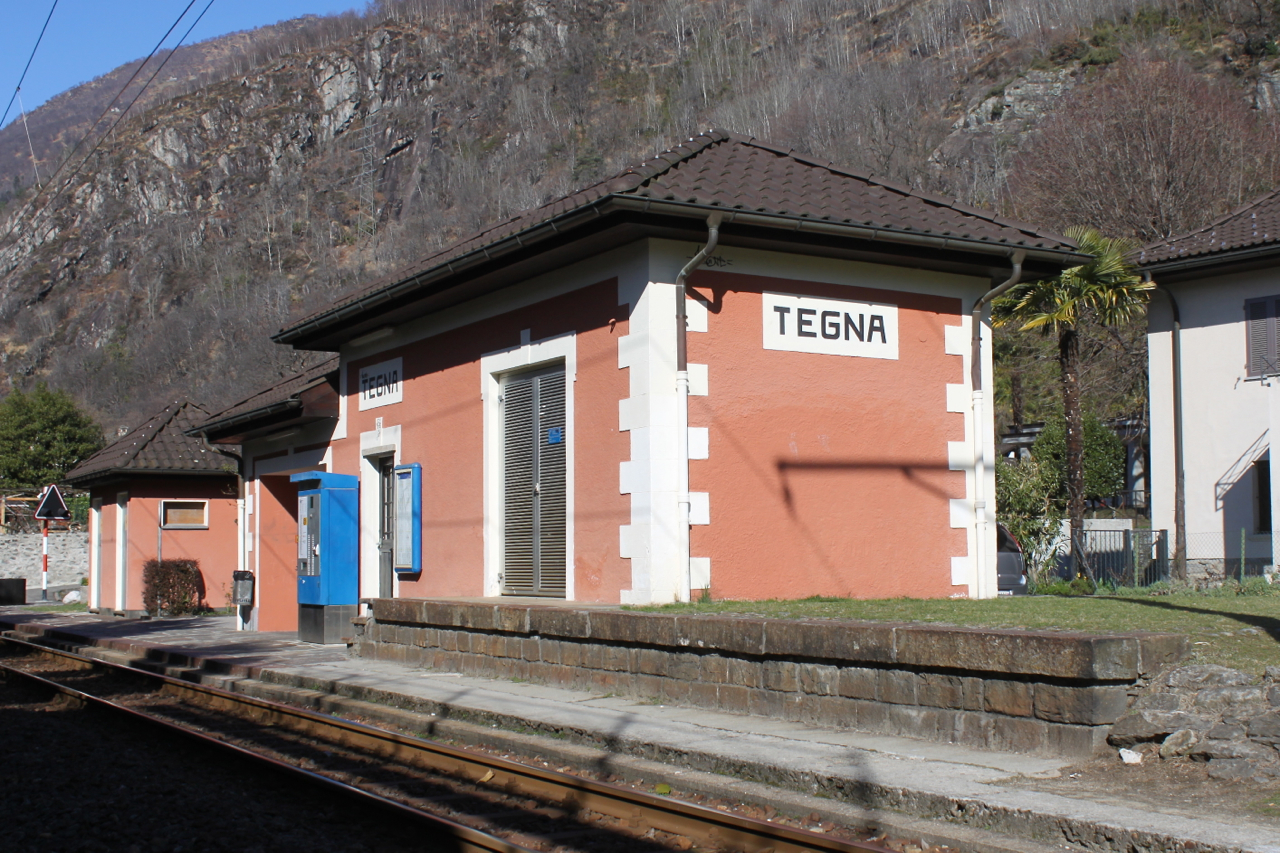
La stazione di Tegna

Il Comune di Terre di Pedemonte è servito dalla linea ferroviaria panoramica della Centovallina che collega Locarno con la Città di Domodossola in Italia. Sul territorio vi sono quattro stazioni: Ponte Brolla, Tegna, Verscio e Cavigliano.

## Società

### Lingue e dialetti
| %     | Ripartizione linguistica (gruppi principali) |
| ----- | -------------------------------------------- |
| 16,7% | madrelingua tedesca                          |
| 2,5%  | madrelingua francese                         |
| 77,5% | madrelingua italiana                         |

## Amministrazione
Il comune è amministrato da un municipio di 5 membri e da un consiglio comunale di 25 membri.